# Малое Кузёмкино (Тверская область)
 Малое Кузёмкино  — деревня в Лесном муниципальном округе Тверской области.

## География
Находится в северо-восточной части Тверской области на расстоянии приблизительно 5 км по прямой на север по прямой от районного центра села Лесного.

## История
Деревня была отмечена еще на карте Менде (состояние местности на 1848 год) как часть единой деревни Кузёмкино. В 1859 году здесь (уже отдельная деревня Весьегонского уезда Тверской губернии) было учтено 6 дворов. До 2019 года входила в состав ныне упразднённого Бохтовского сельского поселения.

## Население
Численность населения: 37 человек (1859 год), 14 (русские 100 %) в 2002 году, 18 в 2010.